# Takayuki Chano
Takayuki Chano (茶野 隆行, Chano Takayuki, Ichikawa, 23 november 1976) is een Japans voormalig voetballer die als verdediger speelde.

## Carrière
Takayuki Chano speelde tussen 1995 en 2011 voor JEF United Ichihara Chiba en Júbilo Iwata.

## Japans voetbalelftal
Takayuki Chano debuteerde in 2004 in het Japans nationaal elftal en speelde 7 interlands.

## Statistieken
| Japans voetbalelftal | Japans voetbalelftal | Japans voetbalelftal |
| Jaar                 | Wed.                 | Dlp.                 |
| -------------------- | -------------------- | -------------------- |
| 2004                 | 3                    | 0                    |
| 2005                 | 4                    | 0                    |
| Totaal               | 7                    | 0                    |